# Чемпионат СССР по тяжёлой атлетике 1961
36-й чемпионат СССР по тяжёлой атлетике прошёл с 19 по 22 декабря 1961 года в Днепропетровске (Украинская ССР). В нём приняли участие 210 атлетов, которые были разделены на 9 весовых категорий и соревновались в троеборье (жим, рывок и толчок).

## Медалисты
| Категория                       | Золото                                      | Золото                       | Серебро                                       | Серебро                      | Бронза                                  | Бронза                       |
| До 52 кг (наилегчайший вес)     | Арнольд Хальфин «Спартак» Львов             | 297,5 кг (95 + 87,5 + 115)   | Владимир Сметанин «Спартак» Свердловск        | 295 кг (87,5 + 90 + 117,5)   | Александр Дынников «Динамо» Рига        | 292,5 кг (85 + 95 + 112,5)   |
| До 56 кг (легчайший вес)        | Алексей Вахонин «Труд» Киселёвск            | 337,5 кг (105 + 102,5 + 130) | Владимир Стогов Вооружённые Силы Москва       | 335 кг (107,5 + 102,5 + 125) | Степан Ульянов «Локомотив» Алма-Ата     | 335 кг (110 + 97,5 + 127,5)  |
| До 60 кг (полулёгкий вес)       | Евгений Минаев Вооружённые Силы Москва      | 365 кг (120 + 110 + 135)     | Михаил Медведев «Труд» Ленинград              | 352,5 кг (107,5 + 110 + 135) | Евгений Кацура Вооружённые Силы Казань  | 350 кг (110 + 105 + 135)     |
| До 67,5 кг (лёгкий вес)         | Сергей Лопатин Вооружённые Силы Москва      | 405 кг (127,5 + 125 + 152,5) | Владимир Каплунов Вооружённые Силы Хабаровск  | 405 кг (130 + 120 + 155)     | Виктор Бушуев «Труд» Горький            | 395 кг (125 + 115 + 155)     |
| До 75 кг (полусредний вес)      | Михаил Хомченко «Колгоспник» Ровно          | 425 кг (132,5 + 125 + 167,5) | Анатолий Жгун «Локомотив» Ленинград           | 422,5 кг (125 + 132,5 + 165) | Александр Курынов «Буревестник» Казань  | 420 кг (130 + 130 + 160)     |
| До 82,5 кг (средний вес)        | Рудольф Плюкфельдер «Труд» Шахты            | 462,5 кг (145 + 140 + 177,5) | Фёдор Богдановский Вооружённые Силы Ленинград | 440 кг (140 + 130 + 170)     | Юрий Расчёскин Вооружённые Силы Ташкент | 435 кг (135 + 130 + 170)     |
| До 90 кг (полутяжёлый вес)      | Виктор Лях Вооружённые Силы Ростов-на-Дону  | 457,5 кг (155 + 132,5 + 170) | Эдуард Бровко «Спартак» Днепропетровск        | 450 кг (145 + 130 + 175)     | Василий Пегов «Труд» Москва             | 447,5 кг (135 + 135 + 177,5) |
| До 110 кг (тяжёлый вес)         | Роберт Шейерман Вооружённые Силы Свердловск | 477,5 кг (155 + 140 + 182,5) | Сергей Ромасенко «Труд» Куйбышев              | 470 кг (150 + 140 + 180)     | Виктор Поляков Вооружённые Силы Москва  | 460 кг (140 + 145 + 175)     |
| Свыше 110 кг (супертяжёлый вес) | Юрий Власов Вооружённые Силы Москва         | 550 кг (180 + 160 + 210)     | Леонид Жаботинский Вооружённые Силы Запорожье | 500 кг (170 + 150 + 180)     | Юрий Вилькович «Спартак» Ашхабад        | 485 кг (162,5 + 137,5 + 185) |